# Домінік Фрізер
Домінік Фрізер (нім. Dominik Frieser, нар. 9 вересня 1993, Ґрац) — австрійський футболіст, півзахисник клубу «Барнслі».

## Ігрова кар'єра
У дорослому футболі дебютував 2013 року виступами за команду «Гартберг», в якій провів один сезон, взявши участь у 7 матчах чемпіонату.
Своєю грою за цю команду привернув увагу представників тренерського штабу клубу «Карлсдорф», до складу якого приєднався 2014 року. Відіграв за Відіграв за наступні жодного сезонів своєї ігрової кар'єри.
Протягом 2014—2015 років знову захищав кольори клубу «Гартберг».
У 2015 році уклав контракт з клубом «Капфенберг», у складі якого провів наступні два роки своєї кар'єри гравця. Більшість часу, проведеного у складі «Капфенберга», був основним гравцем команди.
Протягом 2017—2018 років захищав кольори клубу «Вольфсбергер».
До складу клубу ЛАСК (Лінц) приєднався 2018 року. Всього відіграв за команду з Лінца 61 матч в національному чемпіонаті.
Влітку 2020 перейшов до складу англійського «Барнслі».